# لتیتسیا پاترنوستر
لتیتسیا پاترنوستر (ایتالیایی: Letizia Paternoster؛ زادهٔ ۲۲ ژوئیهٔ ۱۹۹۹) دوچرخه‌سوار پیست زن اهل ایتالیا است.
وی در مسابقات کشوری و بین‌المللی در مجموع برندهٔ ۳ مدال طلا، ۸ مدال نقره، ۵ مدال برنز شده‌است.